# 根特大学

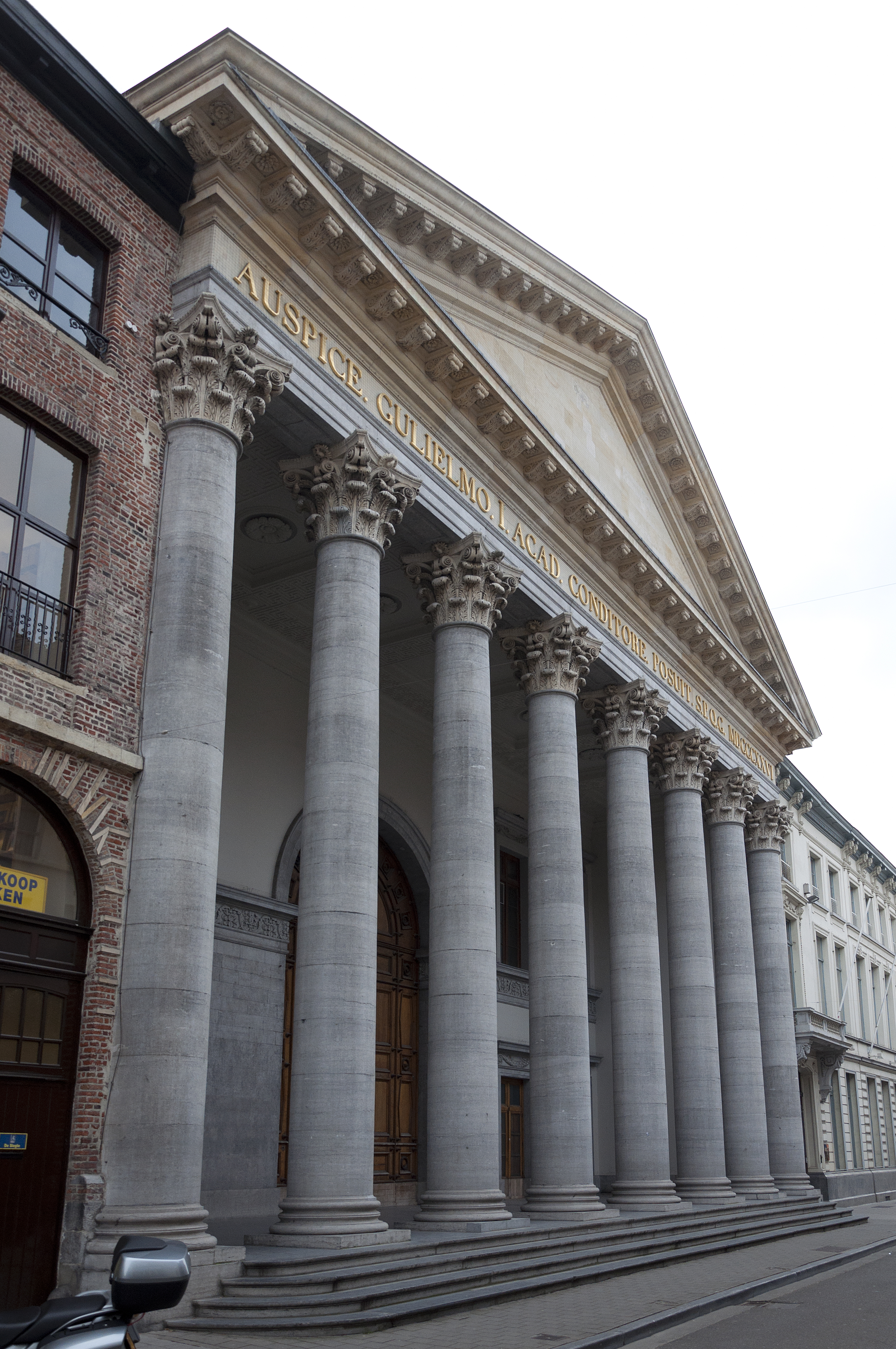
礼堂

根特大学（英語：Ghent University），简称UGhent，是比利时学术排名第一的综合性研究型大学，也是世界著名的百强大学之一，位于比利时的荷兰语区城市根特。
1817年，根特大学由荷兰国王威廉一世创建，是比利时最早专门用荷兰语教学的大学。其前身是国立根特大学（荷兰语：Rijksuniversiteit Gent），1991年简化作现名。该校目前拥有11个学院、117个系，在校生约为41000人，其中4150名为国际生，教职工约9000人。根特大学在生物技术、医学、水产学、兽医学、心理学、农业与林业学、法学等基础及应用研究领域具有较强科研实力和竞争力。根特大学拥有根特主校区、Kortrijk校区、Ostend科学园以及位于韩国的全球校区。
在2020软科世界大学学术排名（ARWU）中，根特大学名列全球第66位，比利时第1；而在2017全球大学研究影响力排名（RRGU）中，根特大学位列全球第53名。这所世界一流的老牌大学为全世界培养出了许多顶尖人才，这里曾走出过4位诺贝尔奖得主、多位比利时首相、前国际奥委会主席和联合国UNAIDS执行董事。

## 历史沿革

### 1817年建立
与其他欧洲大学相比，根特大学的母校还比较年轻。在威廉一世国王宣布在当时的荷兰南部建立三所大学的一年以后，根特大学于1817年10月9日成立。大学讲座课程随即于11月3日开始。 首批教授队伍有16名成员，其中包括9名外国人，主要是北部荷兰人和德国人。 在根特大学成立的第一年，共有190名学生分别在艺术、法律、医学和科学学院这四个学院注册。

### 1830年后的复兴
1830年根特脱离荷兰的政治统治给大学教育带来了灾难性的后果，因为科学学院和艺术学院这两个学院都被废除。虽然1835年的《高等教育法》将这两个学院重新归还给根特大学，并增加了工程技术学院，但这些科系的恢复过程非常缓慢。经过了35年，根特大学的学生数量才再次达到1830年前的水平。然而，在此期间，根特大学在各类大学竞赛与评比中赢得了为数最多的奖项。

### 1876年后的现代化
1930年，荷兰语作为官方语言的引入与根特大学语言地位的变化同时发生。从（奥兰治）威廉一世创立大学到脱离荷兰，根特大学的教学语言一直是拉丁语。从1830年到1930年，首先是法语教学，然后是法语和荷兰语的双语教学系统，直到1930年后荷兰语才成为根特大学的唯一官方语言。
1876年、1890年《高等教育法》通过后，对高等教育进行了系统而彻底的现代化改革，根特大学被赋予了授予学位的权力，这很大程度上促进了科学发展。大学的实验室操作和实验室研究工作在这一时期开始发展起来，同时也开始任命研究助理。
多年来，根特大学的教授团队中涌现出了许多著名人物：法学家让·雅克·豪斯（Jean-Jacques Haus）和弗朗索瓦·洛朗（FrançoisLaurent），物理学家约瑟夫·高原（Joseph Plateau），数学家保罗·豪森（Paul Mansion），生理学家和心理医生约瑟夫·吉斯兰（Joseph Guislain），历史学家亨利·皮雷纳（Henri Pirenne）和保罗·弗雷德里克（Paul Fredericq），日耳曼学者约瑟夫·维库利（Joseph Vercoullie）和亨利·洛格曼（Henri Logeman），动物学家，植物学家朱利叶斯·麦克·利奥德（Julius Mac Leod），他也是弗拉芒语的根特大学的精神之父。

### 1882年向女性开放
由于大学学习的入学要求放宽，女性学生也获得了接受高等教育的权利。 第一位女性于1882年在根特学习，而她选择了进入科学领域学习。

### 1930年荷兰语化
1930年，比利时庆祝成立一百周年之年，荷兰语成为根特大学的官方语言。 这使其成为该国第一家提供荷兰语教育课程的高等教育机构。

### 1938年诺贝尔奖
1938年，根特的Corneel Heymans教授是唯一在呼吸调节领域的发现而获得诺贝尔奖的弗莱明。 1930年，语言障碍的消除是迈向近几十年来民主化和科学发展的重要一步。

### 1991年法令
大学的成败取决于它的科学研究产出。过去，根特大学的名声掌握在那些在大学教书和进行学术研究的学者的个人手中。近几十年来，由于科研领域和科研的爆炸式增长，传统的模式已不再可行。科学研究正日益成为团队合作和跨学科协作的问题。
由于国家改革，地方开始享有广泛的决策权，例如在教育方面。
1991年法令赋予了根特大学很大的自主权，以迎接国际视野下教育和研究的新挑战。

### 根特大学协会的成立
2003年，根特大学与Hogeschool Gent，Arteveldehogeschool和Hogeschool West-Vlaanderen联合成立了根特大学协会（AUGent）。

### 如今的UGent
经过几十年的不间断发展，根特大学是低地国家领先的高等教育和研究机构之一，拥有41000名学生和9000多名教职员工。根特大学是一所开放、投入和多元化的大学，具有广阔的国际视野。
以上信息均来源于根特大学官网。 

## 国际声誉

### 综合排名
- 全球大学研究影响力排名（RRGU） 2017年 世界第53名[6]
- 莱顿排名（CWTS Leiden Ranking） 2017年 世界第55名[8]
- 软科世界大学学术排名（ARWU） 2020年 世界第66名[1]
  - “兽医学”专业世界第一[9]
- 国立台湾大学排名（NTU Ranking） 2019年 世界第70名[10]
- U.S. News美国新闻与世界报道排名 2020年 世界第87名[11]
- 泰晤士高等教育世界大學排名 2020年 世界第123名[12]
  - 2020年“生命科学”领域世界第51名[13]
  - 2020年“心理学”领域世界第61名[14]
- QS世界大学排名 2020年 世界第130名[15]
  - 2020年“兽医学”专业世界第11名[16]

## 学科设置

### 院系组成
根特大学共设如下11个学院，一共有117个系，这些学院分布在城市的不同角落。
- 艺术与哲学学院（Faculty of Arts and Philosophy）[17]
- 法学院（Faculty of Law）[18]
- 科学学院（Faculty of Sciences）[19]
- 医学与健康科学学院（Faculty of Medicine and Health Sciences）[20]
- 工程与建筑学院（Faculty of Engineering and Architecture）[21]
- 经济与商业管理学院（Faculty of Economics and Business Administration）[22]
- 兽医学院（Faculty of Veterinary Medicine）[23]
- 心理与教育科学学院（Faculty of Psychology and Educational Sciences）[24]
- 生物科学工程学院（Faculty of Bioscience Engineering）[25]
- 药学院（Faculty of Pharmaceutical Sciences）[26]
- 政治与社会科学学院（Faculty of Political and Social Sciences）[27]

### 硕士专业
与全为荷兰语授课的本科项目不同，根特大学的硕士项目许多为英语授课。主要硕士专业：
- 艺术与哲学学院（Faculty of Arts and Philosophy）：语言学、非洲研究、哲学、荷兰语与翻译、计算机辅助语言
- 法学院（Faculty of Law）：欧盟法、国际商法、欧洲与欧洲法、法律与经济学
- 科学学院（Faculty of Sciences）：海洋科学、生物化学与生物技术、生物信息学（分为生物工程、工程学、系统生物学三个方向）、生物学、化学、地质学、海洋与湖泊科学与管理、环境线虫学、海洋生物资源（包括应用海洋生态学与保持、全球海洋变化、海洋资源管理、海洋环境健康与海洋食品生产5个方向）、植物生物技术、太空研究、统计数据分析、植物技术的生物安全性研究、水文学、天气与气候建模
- 医学与健康科学学院（Faculty of Medicine and Health Sciences）：医药学相关专业、牙医学（包括牙髓学、儿童牙科学、畸齿校正学、牙周病学、整形牙科学5个方向）
- 工程与建筑学院（Faculty of Engineering and Architecture）：生物医学工程、化学工程、土木工程、计算机科学工程、电气工程（通讯与信息技术）、电气工程（电路与系统）、电机工程（包括电源工程、机械构造、机械能源工程、海事工程、控制工程与自动化5个方向）、工程物理、防火工程、消防工程、工业工程与运筹学、核聚科学与工程物理、核工程、光子学、可持续材料工程、纺织工程、防火工程
- 经济与商业管理学院（Faculty of Economics and Business Administration）：银行金融学、商务经济学（分为：会计、公司金融、市场营销3个方向）、商业工程（分为：数据分析、金融、运营管理3个方向）、市场分析学、经济学
- 兽医学院（Faculty of Veterinary Medicine）：兽医学相关
- 心理与教育科学学院（Faculty of Psychology and Educational Sciences）：心理学和教育学相关
- 生物科学工程学院（Faculty of Bioscience Engineering）：水产学、环境卫生学、环境技术与工程、乡村发展、食品工艺、营养与乡村发展、陆地土地资源：土地资源工程、陆地土地研究：土壤科学、综合水处理技术
- 药学院（Faculty of Pharmaceutical Sciences）：药理相关
- 政治与社会科学学院（Faculty of Political and Social Sciences）：全球研究、冲突与发展、社会学

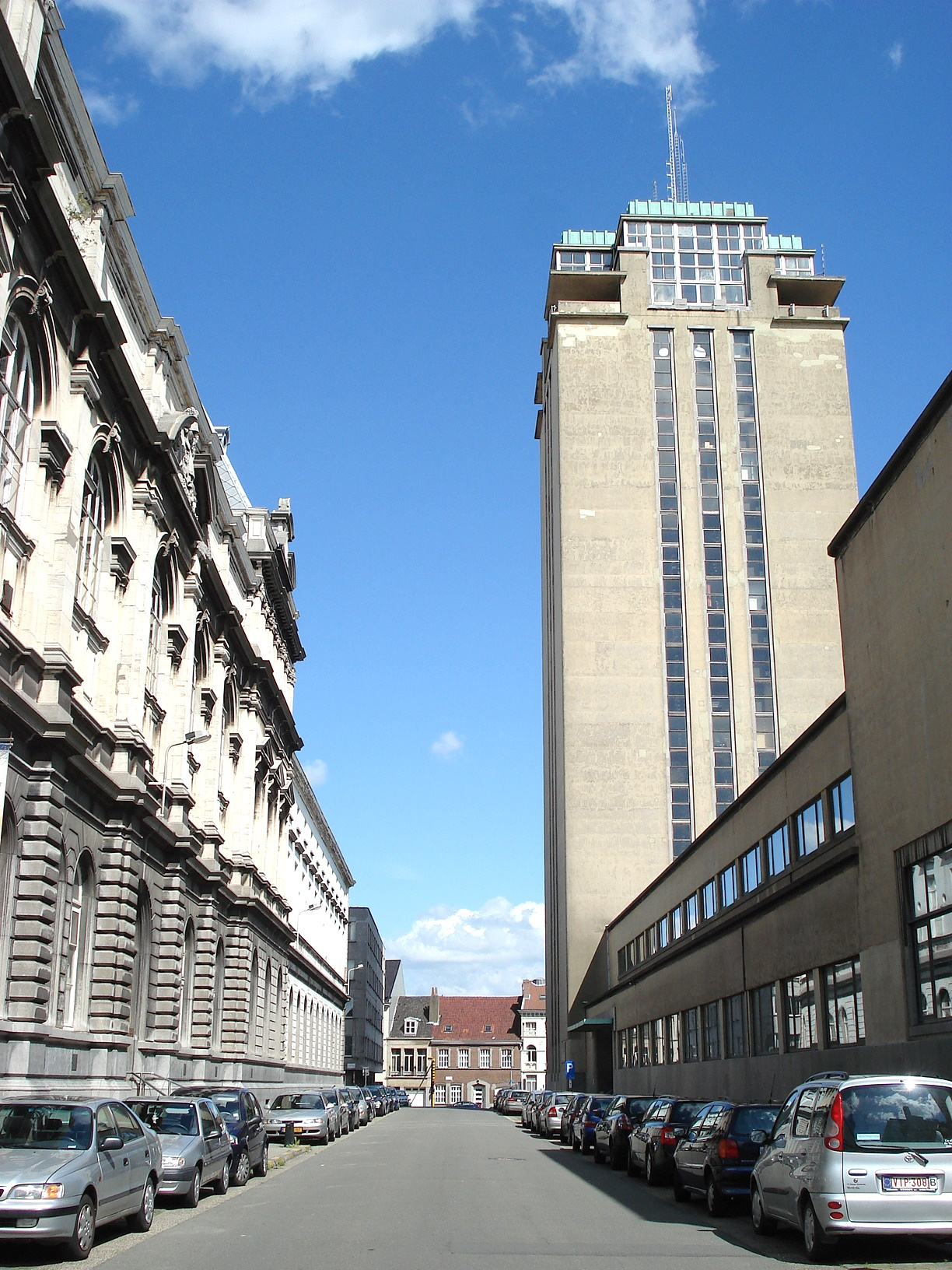
根特大学标志性建筑Book Tower

### 博士专业
作为全球著名的综合研究型大学，根特大学也非常注重博士生的培养，提供不少的博士项目，专业涵盖齐全，所有的11个学院都有各自的博士点。

## 校园环境
根特大学的主校区位于美丽的根特市内，大部分课程都在这里进行。环境优美、设施齐全的大学校园散布在城市各个角落，“校”与“城”相互交融，使学生的学习和生活真正融为一体。在校园里，你能同时看到欧式的古老教学楼以及崭新的现代化建筑，两者交相辉映。

根特大学有多个图书馆，除了每个学院都有自己的图书馆，学校另一个主要的图书馆位于学校的标志性建筑书塔（Boekentoren）内，这里有将近三百万存量的图书。根特大学的图书馆还加入了著名的谷歌图书项目Google Books Library Project。

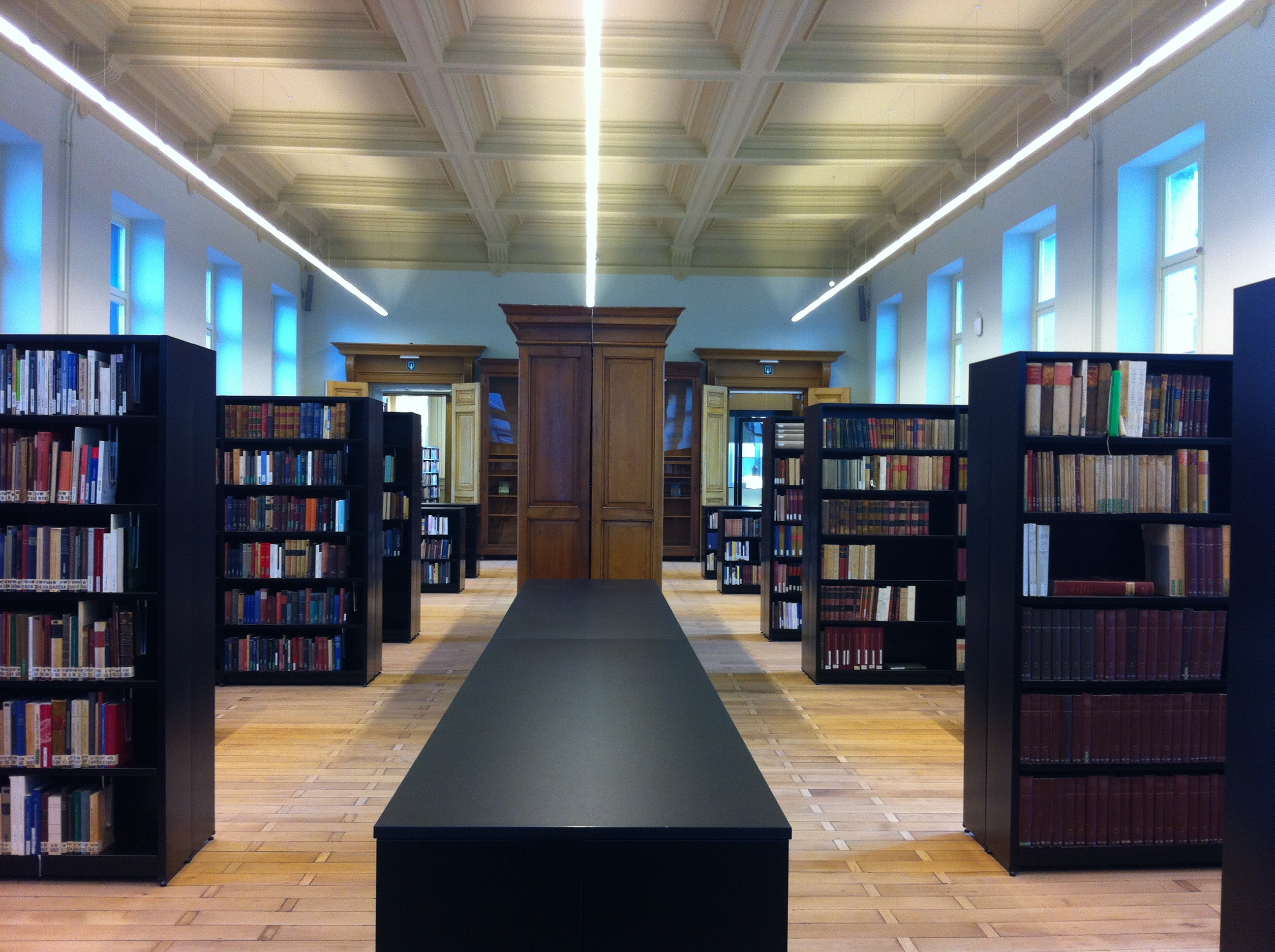
艺术与哲学学院图书馆

除此位于根特的主校区，学校还有其它三个校区，分别是位于比利时的Kortrijk校区和奥斯坦德（Ostend）校区，以及位于韩国仁川市松岛国际大学城（SGUC）的根特大学国际校区。Kortrijk校区提供Industrial Sciences专业的本科和硕士课程；奥斯坦德（Ostend）校区坐落着创新创业孵化中心GreenBridge incubation and innovation center；在韩国的国际校区，根特大学提供三个学士英语授课课程：分子生物工程、环境工程和食品工程。

## 著名校友
根特大学校友包括多位比利时首相和政要：
- 伊夫·莱特姆（二度比利时首相）
- 居伊·伏思达（比利时首相）
- 雅克·罗格（国际奥委会主席）
- 彼得·皮奥特（联合国UNAIDS执行董事）

科学界：
- 柯奈尔·海门斯（诺贝尔生理学或医学奖得主）
- 约瑟夫·普拉托（发现视觉暂留）
- 詹姆斯·杜瓦（低温物理先驱）
- 罗伯特·卡里奥（万维网先驱）
- 马克·范·蒙塔古（世界粮食奖获得者）
- 利奥·贝克兰德（塑料工业之父）
- 约瑟夫·吉斯兰（精神医学先驱）
- Dirk Frimout（比利时著名宇航员）

文化艺术界
- 莫里斯·梅特林克（诺贝尔文学奖得主）
- 路易斯·凡林特（画家）
- 维姆·梅尔滕斯（音乐家）

名誉博士学位获得者：
- 安格拉·默克尔（德国总理）[33]
- 曹建明（中华人民共和国最高人民检察院检察长、首席大检察官）
- 江平（著名法学家，曾任全国人大常委，中国政法大学校长）

## 历任校长
| - 1817–1818: Jean Charles Van Rotterdam - 1818–1819: Franz-Peter Cassel [nl] - 1819–1820: Jean Baptiste Hellebaut - 1820–1821: Johannes Schrant [nl] - 1821–1822: François Egide Verbeeck - 1822–1823: Jean Guillaume Garnier - 1823–1824: Pierre De Ryckere - 1824–1825: Louis Vincent Raoul - 1825–1826: Jacques Louis Kesteloot - 1826–1827: Jean Charles Hauff - 1827–1828: Jacques Joseph Haus - 1828–1829: Pierre Lammens - 1829–1830: Jozef Kluyskens [nl] - 1830–1831: Jacques Van Breda - 1831–1832: Leopold Auguste Warnkoenig - 1832–1833: François Verbeeck - 1833–1834: Jacques Joseph Haus - 1834–1835: Jacques Louis Kesteloot - 1835–1838: Jacques Joseph Haus - 1838–1839: Philippe Auguste De Rote - 1839–1840: Jozef Kluyskens [nl] - 1840–1841: Jean Timmermans - 1841–1842: Josephus Nelis - 1842–1843: Georg Wilhelm Rassmann - 1843–1844: Charles Van Coetsem - 1844–1845: Marie-Charles Margerin | - 1845–1846: Jean-Baptiste Minne-Barth - 1846–1847: Joseph Roulez - 1847–1848: François Verbeeck - 1848–1852: Eloi Manderlier - 1852–1855: Hubert Lefebvre [Wikidata] - 1855–1857: Constant Serrure [nl] - 1857–1864: Joseph Roulez - 1864–1867: Jacques Joseph Haus - 1867–1870: Charles Andries [nl] - 1870–1873: Joseph Jean Fuerison - 1873–1879: Floribert Soupart [nl] - 1879–1885: Albert Callier [nl] - 1885–1887: Jean-Jacques Kickx - 1887–1891: Gustave Wolters - 1891–1894: Adhémar Motte - 1894–1897: Charles Van Cauwenberghe - 1897–1900: Polynice Van Wetter - 1900–1903: Gustave Van der Mensbrugghe [nl] - 1903–1906: Paul Thomas [nl] - 1906–1909: Hector Leboucq - 1909–1912: Victor De Brabandere [nl] - 1912–1915: Henri Schoentjes - 1916–1918: Pierre Hoffmann - 1918–1919: Henri Schoentjes - 1919–1921: Henri Pirenne - 1921–1923: Eugène Eeman | - 1923–1924: Jean-François Heymans - 1924–1927: Georges Van Den Bossche [Wikidata] - 1927–1929: Camille De Bruyne - 1929–1930: Jules Meuwissen [nl] - 1930–1933: August Vermeylen - 1933–1936: Albert Bessemans [nl] - 1936–1938: Louis Fredericq [nl] - 1938–1939: Jean Haesaert - 1939–1941: René Goubau - 1940–1944: Guillaume De Smet [nl] - 1944–1947: Edgard Blancquaert [nl] - 1947–1950: Norbert Goormaghtigh [nl] - 1950–1953: Albert Kluyskens [nl] - 1953–1957: Jan Gillis [nl] - 1957–1961: Pieter Lambrechts [nl] - 1961–1969: Jean-Jacques Bouckaert [nl] - 1969–1973: Daniël Vandepitte [nl] - 1973–1977: André Devreker [nl] - 1977–1981: Julien Hoste [nl] - 1981–1985: André Cottenie [nl] - 1985–1993: Leon De Meyer [nl] - 1993–2001: Jacques Willems [nl] - 2001–2005: Andreas De Leenheer [nl] - 2005–2013: Paul Van Cauwenberge - 2013–2017: Anne De Paepe [nl] - 2017–2021: Rik Van de Walle [nl] |

## 校园图库

根特大学校园风景
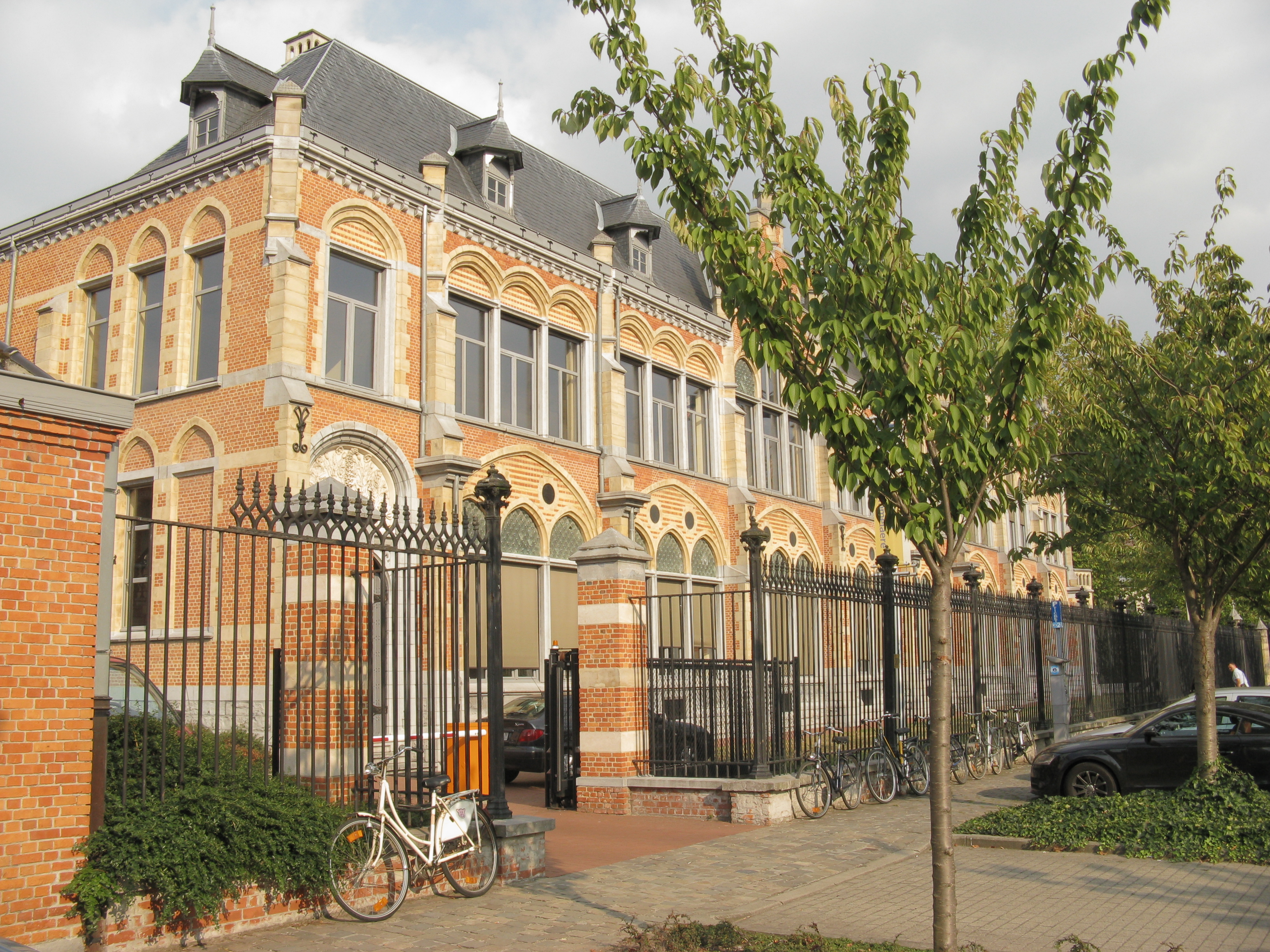
Rommelaere
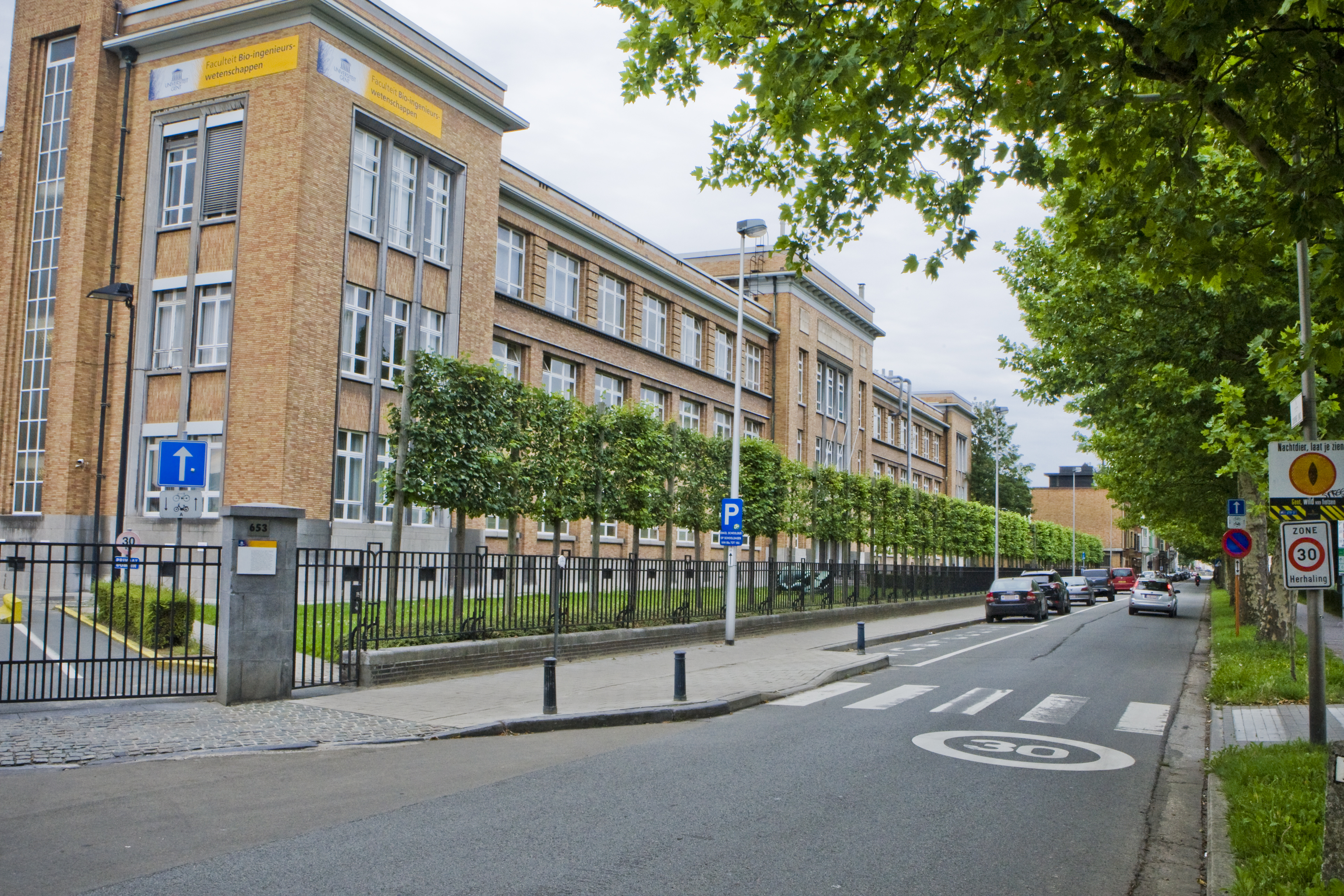
生物科学工程学院
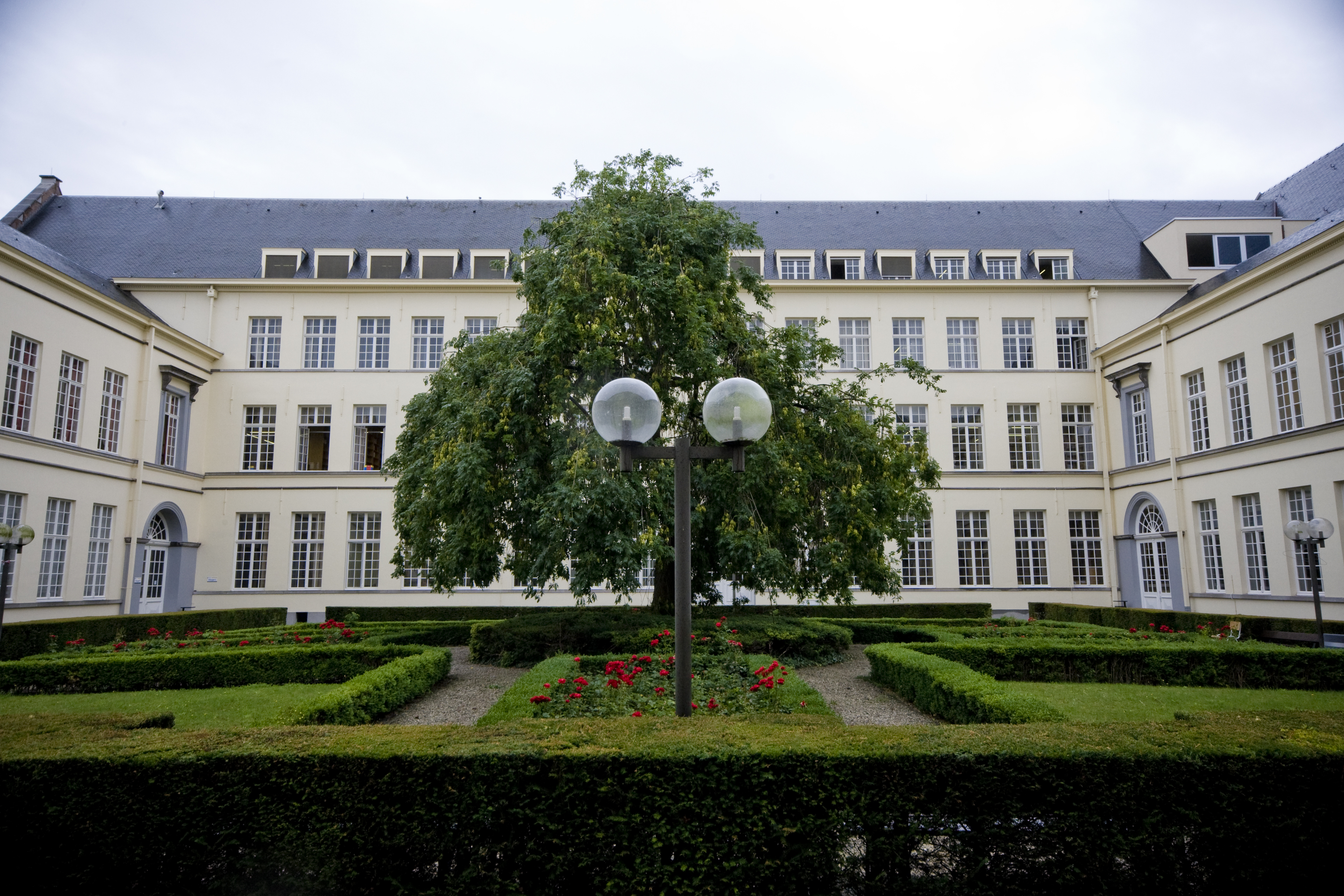
法学院
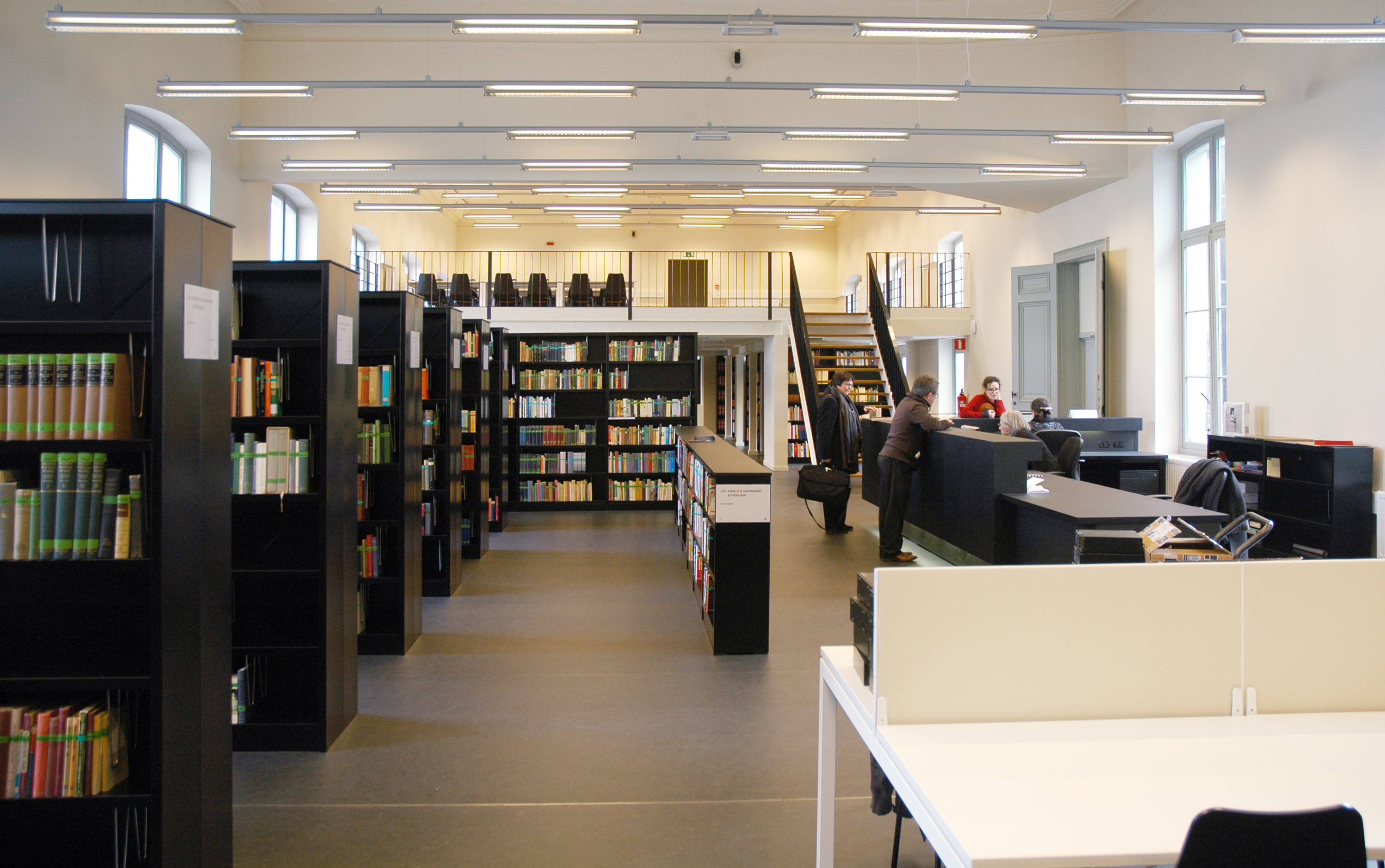
法学院图书馆
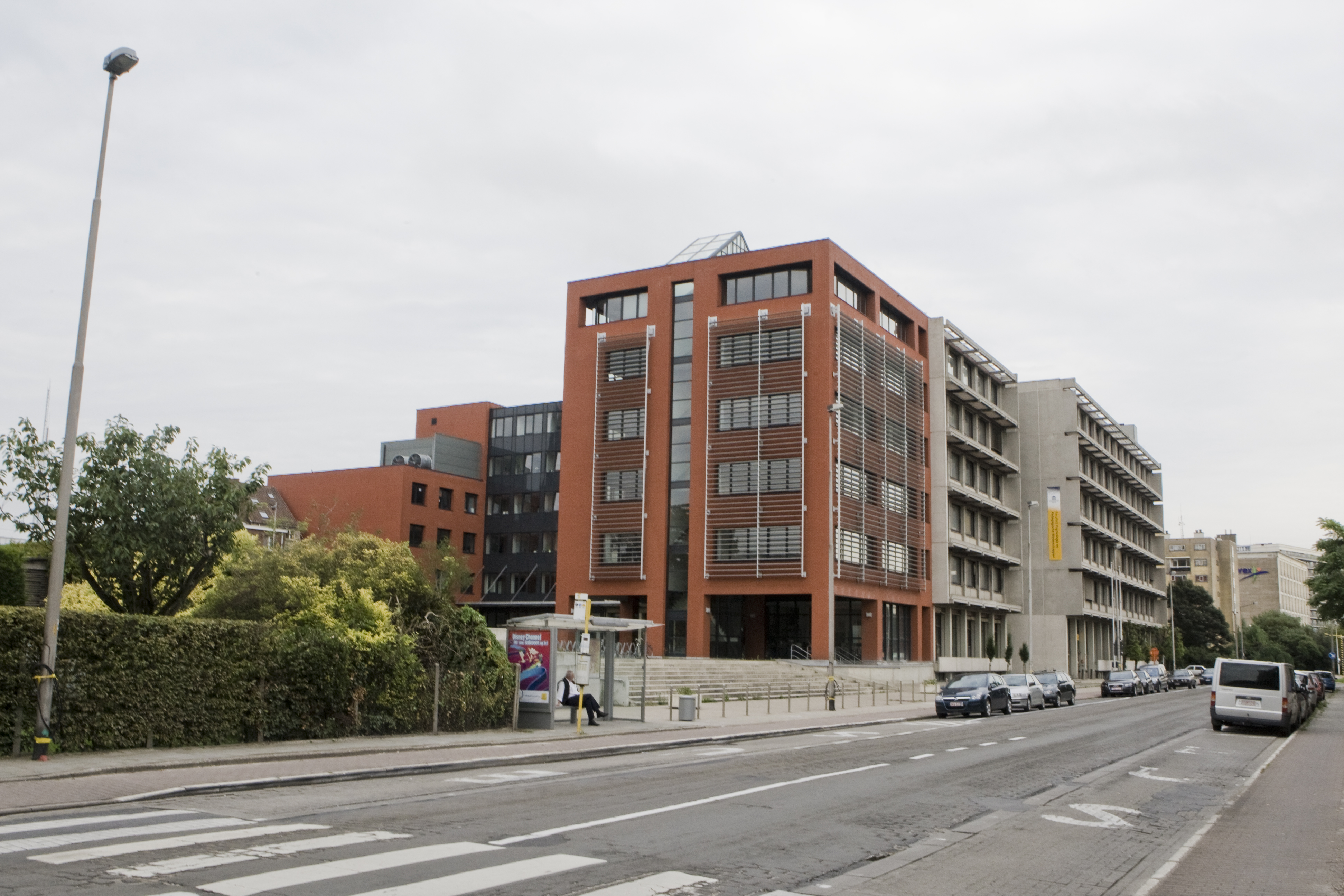
心理与教育科学学院
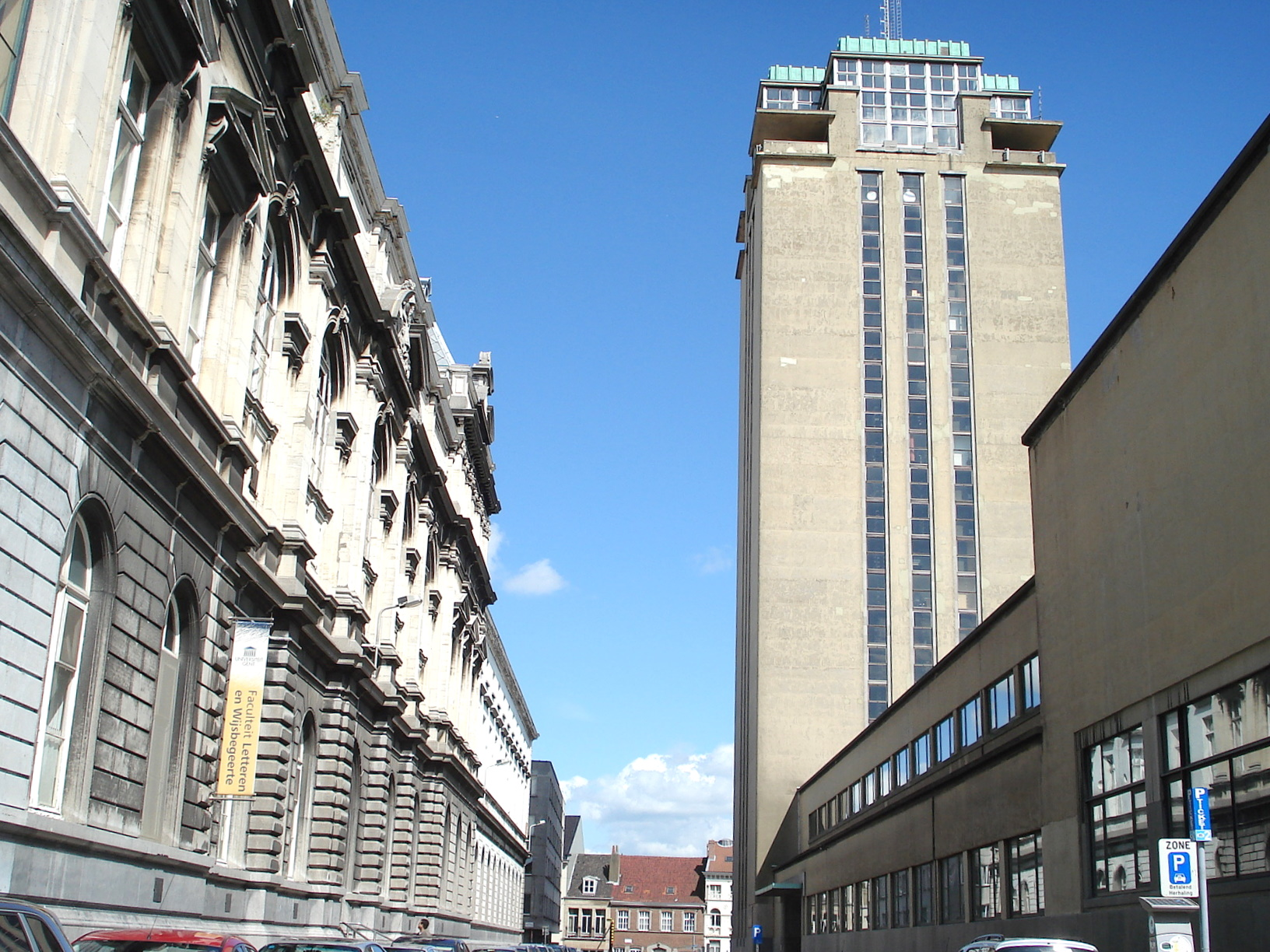
Book Tower
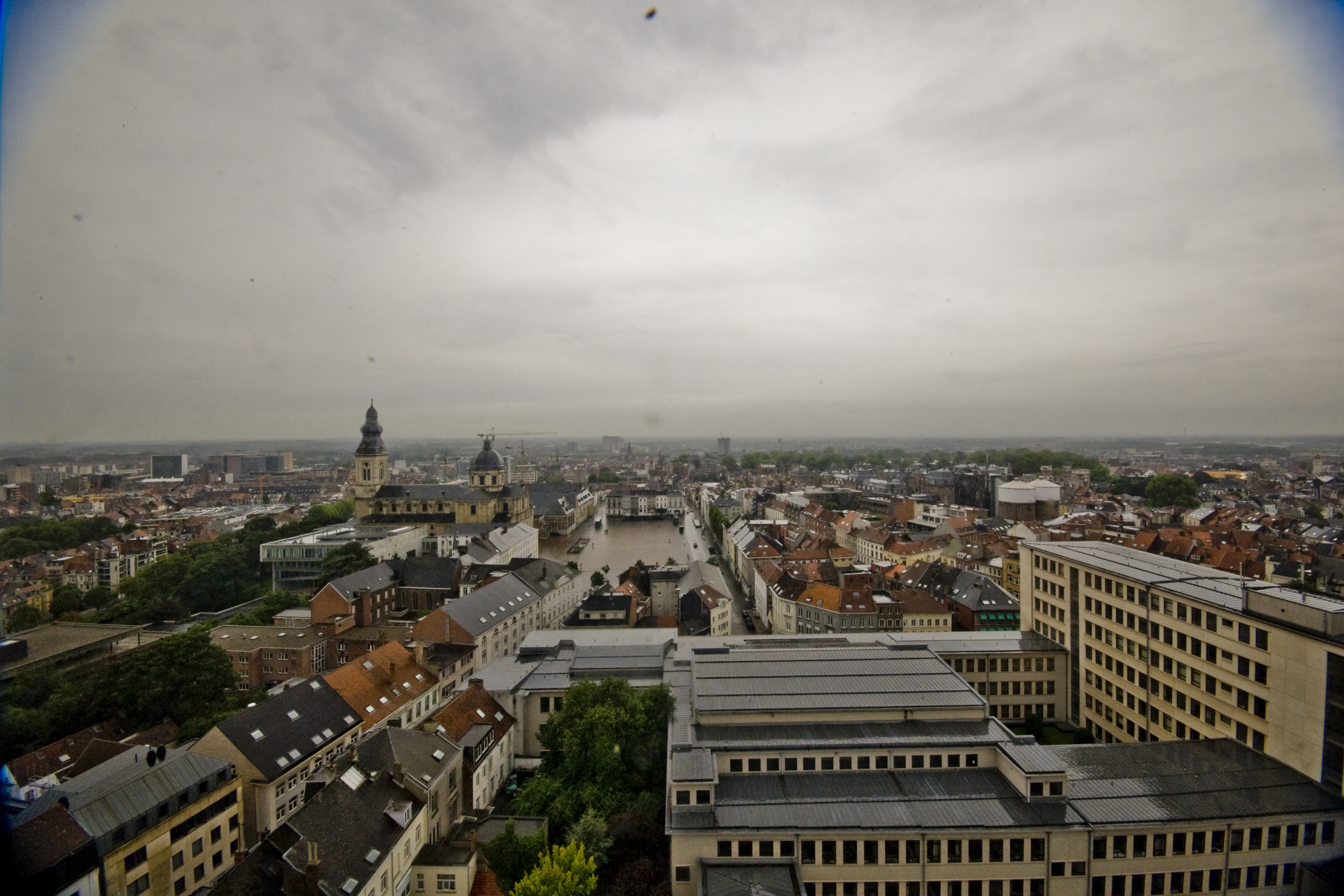
俯瞰